# Olyreae
Tribu
Les Olyreae sont une tribu de plantes monocotylédones de la famille des Poaceae et de la sous-famille des Bambusoideae, originaire des régions tropicales. Contrairement aux autres tribus de la sous-famille des Bambusoideae (bambous), elle regroupe essentiellement des plantes herbacées, sans tiges ligneuses. Les Olyreae poussent en sous-bois dans les forêts tropicales humides. On les trouve principalement dans les Néotropiques, notamment dans le Bassin amazonien. Une seule espèce, Olyra latifolia, pousse en Afrique, et une autre, Buergersiochloa bambusoides, en Nouvelle-Guinée.

## Classification
Les Olyreae sont le groupe frère des Bambuseae (bambous ligneux), comme l'illustre le cladogramme suivant :
|  | Arundinarieae                                         |
|  |                                                       |
|  | \| \| Bambuseae \| \| \| \| \| \| Olyreae \| \| \| \| |
|  |                                                       |
|  | Bambuseae                                             |
|  |                                                       |
|  | Olyreae                                               |
|  |                                                       |

|  | Bambuseae |
|  |           |
|  | Olyreae   |
|  |           |

## Liste des genres
La tribu compte 21 genres regroupés en trois sous-tribus : Buergersiochloinae (S.T.Blake) L.G.Clark & Judz, Olyrinae Kromb et Parianinae Hack.
| Sous-tribus        | Genres | Espèces                                               |
| ------------------ | --- | ----------------------------------------------------- |
| Buergersiochloinae | * Buergersiochloa Pilg. | Buergersiochloa bambusoides Pilg.                     |
| Olyrinae           | - Agnesia (Mez) Zuloaga & Judz., - Arberella Soderstr. & C. E. Calderón, - Cryptochloa Swallen, - Diandrolyra Stapf, - Ekmanochloa Hitchc., - Froesiochloa G. A. Black, - Lithachne P. Beauv., - Maclurolyra C.E. Calderón & Soderstr., - Mniochloa Chase, - Olyra L., - Parodiolyra Soderstr. & Zuloaga, - Piresiella Judz. et al., - Raddia Bertol., - Raddiella , Swallen - Rehia , Fijten - Reitzia Swallen (syn. Piresia Swall.) , - Sucrea Soderstr. |                                                       |
| Parianinae         | * Eremitis Döll | Eremitis parviflora (Trin.) C.E.Calderón ex Soderstr. |
| Parianinae         | * Pariana Aubl. |                                                       |
| Parianinae         | * Parianella Hollowell, F.M. Ferreira & R.P. Oliveira |                                                       |